# Кремонези, Карло
Карло Кремонези (итал. Carlo Cremonesi; 4 ноября 1866, Рим, Папская область — 25 ноября 1943, Ватикан) — итальянский куриальный кардинал и ватиканский сановник. Титулярный архиепископ Никомедии и тайный раздатчик милостыни Его Святейшества с 29 декабря 1921 по 16 декабря 1935. Кардинал-священник с 16 декабря 1935, с титулом церкви Сан-Лоренцо-ин-Лучина с 19 декабря 1935.